# Anthene kersteni
Kersten's Hairtail hoặc Kersten's Ciliate Blue (Anthene kersteni) là một loài bướm thuộc họ Lycaenidae. Loài này có ở Nam Phi tới Kenya, Uganda, và Ethiopia. Ở Nam Phi, nó có ở rừng đất thấp ven biển ở KwaZulu-Natal, từ bờ biển đến vịnh Kosi, trên đất liền qua Makathini Flats.
Sải cánh từ 26–28 mm đối với con đực và 23–29 mm đối với con cái. Cá thể trưởng thành mọc cánh quanh năm, đỉnh điểm vào mùa hè.
Ấu trùng ăn các loài Acacia, bao gồm và Acacia kraussiana và Albizia adianthifolia.